# 花祭会館
花祭会館（はなまつりかいかん）は、愛知県北設楽郡東栄町大字本郷にある郷土博物館。花祭に関する資料を展示している。

## 施設
周辺は総合社会教育文化施設として一体的に整備されており、花祭会館、東栄町立博物館、東栄町立民俗館の3施設がある。

### 花祭会館
愛知県北設楽郡東栄町や豊根村の伝統芸能である花祭に関する資料を収蔵・展示している。祭礼の保存に加えて伝承をも目的とした施設であり、面、衣装、祭具が展示されているほか、映像資料を鑑賞することもできる。館内中央部のホールは階段式の観客席を囲む舞庭になっており、演舞の実演が可能となっている。

### 東栄町立博物館
1階には、古生代・中生代・新生代に分類された化石類、岩石や鉱物の標本、鳥類や哺乳類の剥製標本が展示されている。2階には、郷土史家の馬場強が寄贈した化石約1000点が展示されている。

### 東栄町立民俗館
1884年（明治17年）に建てられた東郷町立本郷小学校の校舎を民俗館に転用している。江戸時代以降の民具など約9800点、縄文時代・弥生時代・古墳時代の遺物約1000点を収蔵・展示している。

## 利用案内
- アクセス
  - 東海旅客鉄道飯田線東栄駅からバス東栄線に乗車して本郷バス停下車後徒歩約10分
  - 三遠南信自動車道鳳来峡インターチェンジから国道151号を経由して約20分
- 開館時間 - 9時～16時30分
- 休館日 - 月曜日、年末年始